# Dioscorea ovinala
Dioscorea ovinala är en enhjärtbladig växtart som beskrevs av John Gilbert Baker. Dioscorea ovinala ingår i släktet Dioscorea och familjen Dioscoreaceae. Inga underarter finns listade i Catalogue of Life.